# Holcocephala calva
Holcocephala calva är en tvåvingeart som först beskrevs av Friedrich Hermann Loew 1872.  Holcocephala calva ingår i släktet Holcocephala och familjen rovflugor. Inga underarter finns listade i Catalogue of Life.